# Cristian Brandi
Pour les articles homonymes, voir Brandi.
Cristian Brandi, né le 10 juin 1970 à Brindisi, est un ancien joueur de tennis professionnel italien.

## Palmarès

### Titres en double messieurs
| No | Date       | Nom et lieu du tournoi                       | Catégorie    | Dotation  | Surface      | Partenaire        | Finalistes                     | Score    |  |
| -- | ---------- | -------------------------------------------- | ------------ | --------- | ------------ | ----------------- | ------------------------------ | -------- |  |
| 1  | 28-03-1994 | Estoril Open Estoril                         | World Series | 500 000 $ | Terre (ext.) | Federico Mordegan | Richard Krajicek Menno Oosting | Forfait  |  |
| 2  | 04-08-1997 | Tournoi de tennis de Saint-Marin Saint-Marin | World Series | 275 000 $ | Terre (ext.) | Filippo Messori   | Brandon Coupe David Roditi     | 7-5, 6-4 |  |

### Finales en double messieurs
| No | Date       | Nom et lieu du tournoi                       | Catégorie    | Dotation  | Surface      | Vainqueurs                        | Partenaire        | Score         |          |
| -- | ---------- | -------------------------------------------- | ------------ | --------- | ------------ | --------------------------------- | ----------------- | ------------- | -------- |
| 1  | 27-07-1992 | Tournoi de tennis de Saint-Marin Saint-Marin | World Series | 235 000 $ | Terre (ext.) | Nicklas Kulti Mikael Tillström    | Federico Mordegan | 6-2, 6-2      |          |
| 2  | 14-03-1994 | Grand-Prix Hassan II Casablanca              | World Series | 188 750 $ | Terre (ext.) | David Adams Menno Oosting         | Federico Mordegan | 6-3, 6-4      |          |
| 3  | 03-10-1994 | Athens International Athènes                 | World Series | 188 750 $ | Terre (ext.) | Luis Lobo Javier Sánchez          | Federico Mordegan | 5-7, 6-1, 6-4 |          |
| 4  | 23-09-1996 | Campionati Internazionali di Sicilia Palerme | World Series | 303 000 $ | Terre (ext.) | Andrew Kratzmann Marcos Ondruska  | Emilio Sánchez    | 7-6, 6-4      |          |
| 5  | 23-03-1998 | Grand-Prix Hassan II Casablanca              | Int' Series  | 210 000 $ | Terre (ext.) | Andrea Gaudenzi Diego Nargiso     | Filippo Messori   | 6-4, 7-6      |          |
| 6  | 12-04-1999 | Open Seat Godó Barcelone                     | Series Gold  | 825 000 $ | Terre (ext.) | Paul Haarhuis Ievgueni Kafelnikov | Massimo Bertolini | 7-5, 6-3      |          |
| 7  | 26-04-1999 | BMW Open Munich                              | Int' Series  | 500 000 $ | Terre (ext.) | Daniel Orsanic Mariano Puerta     | Massimo Bertolini | 7-6, 3-6, 7-6 |          |
| 8  | 26-07-1999 | Croatia Open Umag                            | Int' Series  | 375 000 $ | Terre (ext.) | Mariano Puerta Javier Sánchez     | Massimo Bertolini | 3-6, 6-2, 6-3 |          |
| 9  | 08-07-2002 | Allianz Suisse Open Gstaad                   | Int' Series  | 575 000 $ | Terre (ext.) | Joshua Eagle David Rikl           | Massimo Bertolini | 7-65, 6-4     | Parcours |